# فرشاد قاسمی
فرشاد قاسمی (زاده ۲۰ اسفند ۱۳۷۱ - تهران) بازیکن فوتبال اهل ایران است.
وی سابقه عضویت در باشگاه فوتبال پرسپولیس تهران را دارد.
فرشاد قاسمی در تیم اوراکی درخشان حاضر شد و بازیکن موثر این تیم بود و در جام حذفی هم موثر بود